# Macropelopia notata
Macropelopia notata är en tvåvingeart som först beskrevs av Johann Wilhelm Meigen 1818.  Macropelopia notata ingår i släktet Macropelopia och familjen fjädermyggor. Arten är reproducerande i Sverige. Inga underarter finns listade i Catalogue of Life.